# Щипско благотворително братство
Щипското благотворително братство е патриотична и благотворителна обществена организация на македонски българи от град Щип, съществувала в българската столица София от 1898 година до 1950 година.

## История
Братството е основано от 130 души членски състав през март или ноември 1898 година в дома на Михаил Ковачев на булевард „Драгоман“ в София. Пръв председател е търговецът Иван К. Цуцев, а учредители са Арсений Костенцев, Димко И. Анев, Владимир Ковачев, Михаил А. Ковачев, д-р Григор Гърличков, Димитър Хаджигеоргиев, Михаил Костенцев, Петър Казанджиев, Ставро Ставров, Александър Рамов, Славчо Ковачев, Антон Ковачев, Константин Живков, Диаманди Николов, Григор Андонов и други.
Приетият при основаването устав с малки изменения остава в сила и до 20-те години и е образец за уставите на по-късно появилите се македонски братства в София – Битолското, Прилепското, Охридското и други.
Член № 1 на устава му гласи:
| „ | Учрѣждава се въ г. София едно дружество подъ наименование „Щипско Благотворително Братство“ цѣльта на което е материялна и морална поддържка на съгражданитѣ си. | “ |

При учредяването си братството има 25 членове, които след масовата емиграция на българи от Щипско след Илинденското въстание, Междусъюзническата и Първата световна война, нарастват към 1923 година на 250.
Към 1910 година негов председател е Д. Коцев, подписал „Мемоар на Македонските братства в столицата до Славянски събор в София“.
Делегати от братството на обединителния конгрес на СМЕО и МФРО от януари 1923 година са Андон Пиперевски, Милан Антонов, Панчо Накашев, Петър Завоев, С. Екимов и Тодор Станков. Същата година е избрано настоятелство в състав Петър Завоев (председател), Тодор Станков (подпредседател), Петър Янев (секретар), а Владимир Икономов, Панайот Манов и Диаманди Николов са съветници. Годишният празник е определен за 12 март – изгарянето на Карбинци, но по-късно е променена на 31 август.
Братството издава редица публикации, между които изпъква „Български народни песни от Македония“ на войводата щипянец Панчо Михайлов. През есента на 1923 година братството подема инициативата за основаване на Македонския научен институт.
В 1923 година към братството е организирана женска секция, начело с г-ца Ефремова. По-късно тя получава името Щипско женско братство „Тодор Александров“, ръководено от Виктория Възвъзова.
В средата на 1924 година на общо събрание е избрано настоятелство в състав Петър Завоев (председател), Владимир Икономов (подпредседател), Ст. Шандаров (секретар), Д. Прилепчански (касиер) и съветници са Спиро Константинов, Димитър Тролев и Панчо Накашев.
След убийството на водача на ВМРО, щипянеца Тодор Александров братството приема името му. 
На 31 май 1925 година е избрано ново настоятелство в състав Стоян Шандаров (председател), К. Живков (подпредседател), Гр. Кралев (секретар), Г. Прилепчански (касиер), а съветници си са Вл. Икономов, Христо Голев и Д. Суруджиев.
При разкола във ВМРО между михайловисткото и протогеровисткото крило братството, оглавявано от Петър Завоев, е на страната на Иван Михайлов, който е от Щип.
Празник на братството е Свети Четиридесет мъченици – 9 март.
На 2 юли 1934 година е избрано ръководство в състав Константин Д. Живков (председател), Георги Петров (подпредседател), Мишо Николов (секретар), Христо Пешев (касиер), а Иван Голев, Панчо Ефремов и Симеон Попянев са членове. През този мандат броя на членовете достига 400 души. В процес на оформяне като секция към братството е спортния клуб „Мише Развигоров“ и окончателното прехвърляне на мястото за читалище „Тодор Лазаров“.
Управителното тяло през 1936 година включва Петър Иванов Завоев (председател), Христо Арсов Лазаров (подпредседател), Михаил Делянов Николов (секретар), Димитър Спиров Недков (касиер), а Иван Мишев Гюлев, Михаил Панайотов Велев, Андон Хр. Пиперевски, Георги (Гьошо) Андонов Прилепчански и Георги Ефтимов Усперцев са членове. В 1938 година в ръководството влизат Коце Антонов Попурушев (председател), Михаил Христов Кочубов (подпредседател), Тодор Панев Янев (секретар), Антон хилядников Михайлов (касиер), Тодор Антонов Казанджиев (съветник), Ампо Алекс. Карагьозов (съветник) и Тодор Христов Жежов (съветник). В контролната комисия са Димитър Тролев Коцев (председател), Гьошо Ефтимов Успрапов (член) и Асен Коцев Андонов (член).
През 1941 година председател на братството е Коце Андонов.
Братството е закрито в 1950 година от комунистическата власт.